# Joe and Jake
Joe and Jake sind ein britisches Pop-Duo.

## Geschichte
Joe Woolford arbeitet als Lehrer in Nordwales. Mit dem Singen begann er als Kind in einem Chor, später versuchte er sich kurze Zeit unter dem Pseudonym J.O.E. als Rapper. Jake Shakeshaft stammt aus Stoke-on-Trent, wo er als Radiologieassistent arbeitet. Er sang anfangs in Pubs und Clubs seiner Heimatstadt. Die beiden Musiker lernten sich 2015 bei ihrer Teilnahme an der vierten Staffel der Castingshow The Voice UK kennen. Dort wurden sie von Rita Ora und will.i.am gecoacht, konnten aber nur hintere Platzierungen erreichen.
Als Gewinner des britischen Vorentscheids Eurovision: You Decide dürfen sie mit ihrem Titel You’re Not Alone das Vereinigte Königreich beim Eurovision Song Contest 2016 in Stockholm vertreten. Beim Finale am 14. Mai 2016 belegten sie mit 62 Punkten den 24. Platz.

## Diskografie
Singles
- 2016: You’re Not Alone
- 2017: Tongue Tied